# Cap d'any
|  | Aquest article tracta sobre el primer dia del calendari gregorià. Si cerqueu el cap d'any com a tradició, vegeu «nit de cap d'any». |

El cap d'any o ninou és el dia en què comença un nou any civil i en el qual s'incrementa el compte d'anys. En moltes cultures, aquest esdeveniment se celebra d'alguna manera. Per exemple, el Cap d'Any del calendari gregorià correspon al dia 1 de gener, igual que passava amb el calendari romà, però existeixen altres calendaris que situen el Cap d'Any de manera diferent.

## Costums
Tradicionalment, a diversos indrets dels Països Catalans la canalla visita les cases per a felicitar el ninou amb frases que varien segons la contrada, com ara «Voleu dar-nos ninou, avui que és bon dia?» o bé «Mos voleu fer de ninou, que us guardarem la vaqueta i el bou?». La felicitació reclama el ninou, un present en forma de diners o bé de llepolies, botifarra o algun altre element mengívol.
D'altra banda, a diversos territoris d'influència valenciana, és costums per celebrar l'inici del dia de cap d'any menjant el raïm de la sort.

## Problemàtica del dia de cap d'any
En el moment històric del pas del calendari julià al gregorià, va haver-hi sovint la problemàtica de quin era el primer dia de l'any. En algunes èpoques i països, el cap d'any (en el cas més generalitzat, l'1 de gener) s'havia desplaçat al 25 de març, al 25 de desembre o fins i tot al 29 d'agost, d'acord amb diferents efemèrides religioses o astronòmiques. Com a conseqüència, el 1564 França va haver de promulgar l'Edicte de Roussillon per unificar el cap d'any a l'1 de gener a tot el regne.